# Xénia Maliarevitch
 (août 2023).
Xénia Maliarevitch, née en 1980, est une pianiste française.

## Biographie
Après avoir commencé l'apprentissage du piano à Saint-Pétersbourg, sa famille s'installe à Nancy. En 1987 elle entre au conservatoire de Nancy. Elle y obtient la Médaille d'or de piano à l'unanimité en 1993, puis la Médaille d'or de musique de chambre en 1995. En 1996, elle entre au Conservatoire de Paris, où elle travaille avec Gérard Frémy. Elle obtient son diplôme de formation supérieure en 2000, et commence alors un perfectionnement de musique de chambre avec Christian Ivaldi et Ami Flammer à Paris, puis à Prague avec Maurice Bourgue. Elle a remporté les 2èmes prix aux concours internationaux de musique de chambre de Pignerol et de Katrineholm en 2003, et du concours Pierre-Lantier de Paris.
Elle donne de nombreux concerts, notamment en France; a joué en duo avec la violoniste Carole Petitdemange et joue actuellement avec la  violoncelliste Clara Zaoui avec laquelle elle forme le Duo Humoresque.